# Burletta
Een burletta (kleine grap, uit het Italiaans), soms ook burla of burlettina genoemd, is een Italiaanse muziekterm die een korte, komische Italiaanse of later ook Engelse opera betreft. De term werd in de achttiende eeuw gebruikt om komische intermezzo's tussen de bedrijven van een opera seria te duiden, maar werd ook toegepast bij uitgebreidere werken; Pergolesi's La serva padrona werd bij de première in Londen in 1750 een burletta genoemd.
In Engeland begon men de term te gebruiken, in tegenstelling tot de term burleske, voor werken die een satire op opera waren, zonder dat de muziek daadwerkelijk geparodieerd werd. Engelstalige burletta's verschenen voor het eerst in de jaren 1760. De eerste burletta die is geïdentificeerd is Midas van Kane O'Hara, die voor het eerst werd opgevoerd in 1760 nabij Belfast. De vorm werd abstracter nadat de term ook werd gebruikt voor Engelse komische of balletopera's, om het monopolie van de Londense opera dat toebehoorde aan Covent Garden en het Koninklijk Theater in Drury Lane, te omzeilen. Nadat deze wet in 1843 was afgeschaft, nam ook gebruik van de term af.
Het woord 'burletta' is ook gebruikt voor scherzo-achtige instrumentale stukken door componisten waaronder Max Reger en Béla Bartók. In de Verenigde Staten is het woord af en toe gebruikt als alternatief voor burleske.

## Lijst van burletta's
- Midas van Kane O'Hara (privévoorstelling nabij Belfast, 1760, Dublin, 1762)
- Orpheus van François-Hippolyte Barthélémon (London, 1767)
- The judgement of Paris van Barthélémon (London, 1768)
- The Recruiting Serjeant van Charles Dibdin (London, 1770)
- The Portrait van Samuel Arnold (1770)
- The Portrait van Barthélémon (Dublin, ca. 1771)
- The Golden Pippin van John Abraham Fisher (1773)
- Poor Vulcan van Dibdin (1778)